# Эмерсон, Бенджамин Кендалл
Бенджамин Кендалл Эмерсон (англ.  Benjamin Kendall Emerson; 20 декабря 1843, Нашуа, штат Нью-Гэмпшир — 7 апреля 1932, Амхерст, штат Массачусетс, США) — американский геолог и петрограф.

## Биография
После окончания в 1865 году Амхерстского колледжа, преподавал химию и зоологию в Школе Гротона, продолжал изучать геологию в университетах Гёттингена и Берлина. Учился в аспирантуре в Геттингенском университете (Германия), где и защитил докторскую диссертацию в 1870 году.
После возвращения в США он стал профессором геологии в Университете Массачусетса в Амхерсте (1872—1917), одновременно преподавал в Колледже Смита (1878—1912).
С 1890 года был помощником геолога, с 1896 по 1920 год — геологом геологической службы США (USGS) .
В 1893 году пережил железнодорожную катастрофу, был серьезно ранен при крушении поезда в Огайо, но выздоровел.
С 1895 года — член Американской академии искусств и наук.
В 1897 году был избран вице-президентом Международного геологического конгресса и принял участие в заседании Конгресса в Санкт-Петербурге (Российская империя). Затем последовала экспедиция в Сибирь. В 1899 году Б. К. Эмерсон участвовал в экспедиции Эдварда Харримана на Аляску, где ныне его имя носит гора Эмерсон.
В 1899 году он был избран президентом Геологического общества Америки.
Член Американского философского общества, Американской ассоциации содействия развитию науки (вице — президент, с 1896), Немецкого геологического общества, Общества натуралистов восточных Соединенных Штатов Америки, Вашингтонской академии наук, Общества Phi Beta Kappa и других.

## Научная деятельность
Основные исследования Б. К. Эмерсона посвящены западному Массачусетсу, Род-Айленду, долине реки Коннектикут.
Его геологическая карта Массачусетса (которая также включала часть Аппалачей) появилась в 1916 году и заменила старые карты его предшественника Хичкока (1833, 1841 гг.).